# Masatoshi Shima
Masatoshi Shima, född 1943, är en japansk elektronikingenjör och en av de personer som utvecklat Intel 4004, som var den första kommersiella mikroprocessorn. Masatoshi Shima fortsatte därefter att bidra till utvecklandet av Intel 8008. Masatoshi Shima lämnade därefter Intel och gick över till Zilog där han utvecklade logiken i Zilog Z80 och Zilog Z8000.
1997 tilldelades han Kyotopriset, som han delade med Marcian Hoff, Federico Faggin och Stanley Mazor.